# رودريغو برانيا
رودريغو برانيا (7 مارس 1979) هو لاعب خط وسط كرة قدم أرجنتيني. وكان آخر فريق له هو إستوديانتيس (إل بي) الأرجنتيني الدرجة الأولى.